# 어느 창녀의 하루
《어느 창녀의 하루》(영어: Some Velvet Morning)는 2013년 공개된 미국의 드라마 영화이다.

## 출연
- 스탠리 투치
- 앨리스 이브

## 기타 제작진
- 라인 제작: 아이작 윌킨스
- 협력 제작: 코리 라지
- 배역: 카먼 큐바
- 미술: 닐 퍼텔
- 분장: 제시카 제이드 제이컵
- 조감독: 조시 뉴포트